# Ermita del Calvario (Fanzara)
La Ermita del Santo Sepulcro de Fanzara, en la comarca del Alto Mijares, es un lugar de culto catalogado como Bien de relevancia local, según la Disposición Adicional Quinta de la Ley 5/2007, de 9 de febrero, de la Generalitat, de modificación de la Ley 4/1998, de 11 de junio, del Patrimonio Cultural Valenciano (DOCV Núm. 5.449 / 13/02/2007), con un código de identificación: 12.08.059-003.

## Descripción
La ermita se ubica en una zona elevada, en la cima de un promontorio al que se accede por un zigzagueante camino utilizado como Vía Crucis, por lo que a lo largo del mismo se pueden encontrar los diferentes casalicios con las estaciones del calvario.
Su construcción data del siglo XVIII estando totalmente acabada en el siglo XIX. Tuvo una rehabilitación durante el primer tercio del siglo XX, entre los años 1914 y 1915, bajo la dirección de Ramón LLop, y en la actualidad su estado de conservación es perfecto.
Externamente se presenta como un sencillo y elegante edificio, de paredes totalmente blancas, de modo que destaca el azul y blanco de las tejas de la cúpula (que se eleva sobre el tambor poligonal que se sitúa en el crucero), así como el rojizo de las tejas del resto de la techumbre que es a diferentes aguas según los tramos.
La entrada viene precedida por un atrio, con arco rebajado en cada uno de sus lados exentos, pese utilizarse como entrada solamente el frontal, que permite llegar hasta la entrada de la ermita que se realiza a través de una puerta de madera con dintel. Esta atrio presenta una cubierta piramidal, ligeramente más baja de altura que el siguiente cuerpo de la ermita.
En la parte central del eje de la puerta de entrada y a modo de remate de la misma, se eleva en forma de hastial, que se remata con una espadaña de fábrica de ladrillo, que tiene una sola campana.
En el interior se guarda la imagen del Cristo Yacente en el Santo Sepulcro, que se traslada durante las fiestas patronales (ya que el Cristo yacente, junto a la Virgen de Montserrat y a San Roque son los patrones del municipio) a la iglesia del pueblo, volviendo a la ermita tras las mismas (las fiestas se inician el segundo domingo de octubre en agradecimiento por la finalización del periodo de cosechas).
La decoración interior está realizada a base de pinturas de Bernardo Mundina.